# Go-Back-N ARQ
Go-Back-N ARQ (Automatic Repeat reQuest) — это метод автоматического повторения запросов в области компьютерных сетей и протоколов передачи данных. Он используется для обеспечения надежной передачи данных между отправителем и получателем в условиях, когда могут возникать ошибки в передаче.
Принцип работы Go-Back-N ARQ заключается в следующем:
1. Отправитель разбивает передаваемые данные на фрагменты (обычно пакеты) и присваивает им последовательные номера.
2. Получатель принимает эти фрагменты и отправляет подтверждение (ACK) об успешной приемке. Однако вместо того, чтобы подтверждать каждый пакет отдельно, Go-Back-N позволяет получателю отправить ACK только для последнего правильно полученного пакета в последовательности.
3. Если отправитель не получает подтверждение об успешной приемке в течение определённого времени или получает негативное подтверждение (NACK), он начинает повторно передавать все пакеты, начиная с неподтвержденного пакета и до конца последовательности.
4. Получатель может отбрасывать дубликаты пакетов и упорядочивать их в правильной последовательности.
Go-Back-N ARQ эффективно обрабатывает потерю данных, но может привести к избыточной передаче данных в сети в случае ошибок. Этот метод широко применяется в сетевых протоколах, таких как TCP (Transmission Control Protocol), для обеспечения надежной передачи данных через нестабильные или шумные каналы связи.